# Flemington (New Jersey)
Flemington è un comune (borough) degli Stati Uniti d'America, situato nello stato del New Jersey, nella contea di Hunterdon, della quale è il capoluogo.